# Уличная скульптура в Элисте

Уличная скульптура в Элисте — группа скульптур, располагающихся на улицах города Элиста, Калмыкия.

## История
В 1997—1998 годах в Элисте проходили четыре международных конкурса-бьеннале под названиями «Великий шёлковый путь», «Человек и природа глазами Востока», «Мир Давида Кугультинова» и «Планета Каисса». Во время этих симпозиумов скульпторы из различных стран мира в рамках конкурса установили свои скульптуры на улицах города. Некоторые скульптуры были созданы вне рамок международных конкурсов по инициативе калмыцких скульпторов.
Большинство скульптур созданы по мотивам калмыцкого фольклора, истории, эпоса «Джангар» и буддизма. Скульптуры имеют табличку с указанием автора и года установки.
Во дворе дома-музея Д. Кугультинова, расположенного на улице Сусеева возле элистинского Почтамта, находятся 10 скульптур, созданные во время III Междунарордного симпозиума, который назывался «Мир Давида Кугультинова». В настоящее время публичное посещение дома-музея не производится.
На территории Сити-Чесс находятся несколько скульптур, посвящённых шахматной тематике. Эти скульптуры были созданы участниками международного симпозиума скульпторов «Планета Каисса» в 1998 году.

## Скульптуры
| Название                            | Изображение | Автор                                            | Дата установки | Комментарий |
| ----------------------------------- | ----------- | ------------------------------------------------ | -------------- | --- |
| Скульптура «Джунгарский Барс»       |             | Скульптор М. Монгуш                              | 1998 год       | Находится в 1 микрорайоне, остановка маршруток № 5, 20 «Гастроном». Скульптура повреждена из-за вандализма. |
| Скульптура «Белый Старец»           |             | Скульптор Н. Эледжиев                            | 1998 год       | Находится на Аллее героев. Белый старец (калм. Цаган Аав) — добуддийское мифологическое божество, почитаемый калмыками за всенародного покровителя. Белый старец — символ чистоты и вечности, веры, единства и согласия, национальной самобытности калмыцкого народа. Белый старец считается покровителем всего живого на Земле, покровителем калмыков и хранителем семейного благополучия, богатства и изобилия. Особенно был почитаем у калмыков во времена тенгрианства — доббудийской народной религии калмыков. Скульптура высотой около трёх метров, выполнена из белого уральского мрамора. Белый старец изображён во весь рост с посохом в руках, навершие которого выполнено в виде головы дракона, являющегося повелителем водных стихий. На плечах белого старца накинута сутана-лавшаг, его голова покрыта шапкой-гюрсн. Рядом с Белым старцем изображены обитатели калмыцкой степи — волк, орёл (или птица Хан Гаруди) и сайгак. Правая рука белого старца положена на спину волка, который символизирует неподкупность. На тыльной стороне скульптуры изображён элемент калмыцкого орнамента, который символизирует вечное движение и бессмертие Вселенной. Скульптура является объектом поклонения калмыцких буддистов. |
| Скульптура «Белый Старец»           |             |                                                  |                | Находится на территории хурульного комплекса Золотая обитель Будды Шакьямуни. Скульптура является объектом поклонения калмыцких буддистов. |
| Скульптура «Странник»               |             | Скульптор А. Хачатурян (г. Пенза)                | 1997 год       | Находится на пересечении улиц Ленина и Пушкина, возле торгового центра «Галерея». |
| Скульптура «Беркутчи»               |             | Скульптор А. Миронов, Улан-Удэ                   | 1997 год       | Находится в начале парка возле площади Ленина |
| Скульптура «Эхо»                    |             | Скульптор Н. Евсеева                             | 1996 год       | Находится в начале улицы Юлии Нейман (местный «Арбат»). Бронзовая скульптура высотой 3,5 метров популярна среди местных жителей и туристов. Скульптура символизирует возвращение калмыков к истокам национальный культуры. |
| Скульптура «Цам»                    |             | Скульптор Александр Хачатурян                    | 1997 год       | Находится на пересечении улиц Ленина и Губаревича. Скульптура изображает буддийскую мистерию «Цам», которая совершается в особо важных случаях. Шествием «Цам» открываются буддийские ритуальные праздники. |
| Скульптура «Танец»                  |             | Скульптор Я. Тамаки (Япония)                     | 1997 год       | Находится на пересечении улицы Ленина и Номто Очирова, недалеко от Аллеи героев и Золотых ворот. Скульптура обращается к первооснове человеческого бытия — борьбе противоположных начал, выраженных символикой «инь-янь». Поэтому округлая по форме скульптура состоит из изгибов и шероховатостей. Борьба противоположностей представляет собой танец, который символизирует отношения между мужчиной и женщиной. Женщина по своей природе является благородным и совершенным существом, поэтому левая сторона скульптуры, олицетворяющая женщину, отшлифована и имеет законченный вид. Женская суть подвижна, она всегда течёт — это символизирует чешуя, которая ограничивает ровную часть скульптуры. Мужская часть скульптуры, грубовато вытесанная, сохраняет свою первозданность и грубость. Эти два начал — мужское и женское — связывает сквозной проём, являющийся символом пространства и бесконечности. |
| Скульптура «Верблюд-Тюльпан»        |             | Скульптор В. Барков                              | 1997 год       | Скульптура создана во время I Международного симпозиума скульпторов. Скульптура создана по мотивам калмыцкой сказки и изображает верблюда с гордо поднятой головой. Горбы верблюда подобны лепесткам тюльпана, которые напитываются влагой в засушливые дни и спасают от жажды. |
| Скульптура «Джунгарские ворота»     |             | Скульптор Е. Радмахиев, Казахстан                | 1997           | Находится на бульваре улицы Ленина. Скульптура создана во время I Международного симпозиума скульпторов. Скульптура изображает ущелье, находящееся в Казахстане. Через это ущелье калмыки проходили на Запад. В ущелье был постоянный шквальный ветер, ворочающий огромные камни и приносящий смерть, которую изображают черепа внизу скульптуры. В скульптуре слиты воедино голова всадника и коня, устремляющихся к своей цели, вопреки встающим на их пути преградам и смерти. |
| Скульптура «Путь к солнцу»          |             | Скульптор Александр Хачатурян                    | 1997 год       | Находится возле городской мэрии. Скульптура посвящена одному из символов Калмыкии — верблюду. |
| Скульптура «Лу (Дракон)»            |             | Скульптор Х. Донгак, Тува                        | 1997 год       | Находится возле гостиницы «Элиста». Дракон — священное животное, обладающее непостижимым счастьем. Дракон также, как и счастье, нереален, неуловим, но в то же время он обычен, добр и забавен. Дракон считается защитником, спасшим наш мир. |
| Скульптура «Хозяин степи»           |             | Скульптор А. Баранмаа, Тува                      | 1997 год       | Находится на улице Губаревича недалеко от торгового центра «Гранд». Скульптура изображает старца, находящегося в созерцании. Мудрец погружён своими мыслями в вечность. В руках он держит верблюда, который символизирует мудрость и благополучие. |
| Скульптура «Три маленьких богатыря» |             | Скульптор П. Тазаев                              | 1997 год       | Находится на бульваре улицы Ленина возле калмыцкой гимназии. Сюжет из эпоса «Джангар»: «Когда враг казался непобедимым Джангару и его богатырям, победу одержали их сыновья». Памятник посвящён калмыцким детям, которые наравне со взрослыми перенесли все невзгоды в судьбе своего народа. |
| Скульптура «У источника»            |             | Скульптор А. Кныш                                | 1997 год       | Находится на бульваре улицы Ленина. Изображает молодую женщину с ребёнком на руках, сидящую на лошади, которая пьёт воду. Скульптура символизирует умиротворённое прошлое калмыцкого народа. |
| Скульптура «Лунный календарь»       |             | Скульптор М. Монгу, Тува                         | 1997 год       | Находится возле государственного концертного зала (бывший ДК Профсоюзов). Скульптура символизирует двенадцатилетний буддийский цикл, каждый год которого связан с определённым животным. |
| Скульптура «Евразия»                |             | Скульптор Д. Джикия (Грузия)                     | 1997 год       | Находится возле концертного зала «Октябрь». Скульптура напоминает собой географические очертания Евразии. Камни различного размера, нагромождённые беспорядочно друг на друге, означают страны, находящиеся в Евразии и их сплетённую воедино историю. Созданная в постсоветское время, скульптура осмысливает историю бывшего СССР. Три дыры, пронизывающие символическую Евразию, означают собой духовную пустоту, которая возникла на территории бывшего СССР. |
| Скульптура «Рождение в год Быка»    |             | Скульптор В. Джикия, Грузия                      | 1997 год       | Находится на улице Сусеева возле офиса МТС. Скульптура осмысливает соединение человека и природы. |
| Скульптура «Степная Ника»           |             | Скульптор С. Олешин, Ростов-на-Дону              | 1997 год       | Находится на улице Ленина возле здания Наркоконтроля. Скульптура воспроизводит образ половецкой бабы, которая является родоначальницей всего сущего. Её взор устремлён на Восток к восходящему Солнцу. Держа оружие и молясь, она приносит жертву богам, охраняя покой своих детей. |
| Скульптура «Кеедя»                  |             | Скульптор Н. Эледжиев                            | 1996 год       | Находится на улице Юлии Нейман возле торговых рядов городского рынка. Кеедя — популярный персонаж калмыцкой сказки: старик-бедняк выехал из дома на единственном своём баране, а вернулся благодаря своей смекалке и находчивости богачом. Кеедя олицетворяет собой народную мудрость, позволяющую находить выход из любых сложных жизненных ситуаций, верить в свои силы и справедливость. |
| Скульптура «Материнство»            |             | Скульптор Н. Эледжиев                            | 2003 год       | Находится на улице Ленина возле здания городского Роддома. |
| Скульптура «Танцующие журавли»      |             | Скульптор Н. Галушкин                            | 1996 год       | Находится в Парке Победы возле кинотеатра Октябрь. Один из калмыцких танцев называется «Танец журавлей». В калмыцкой обрядовой поэзии есть песня, которая призывает весенний прилёт журавлей. |
| Скульптура «Калмыцкая борьба»       |             | Скульптор В. Дорджиев, Калмыкия                  | 1997 год       | Находится на улице Сухэ-Батора возле здания Академии борьбы. Борцы готовы к предстоящему поединку. Один борец, зажмурившись, смотрит на солнце, другой слегка улыбается. |
| Название не известно                |             |                                                  |                | Находится в Парке Победы |
| Скульптура «Букет степи»            |             | Скульптор Г. Панько, Новороссийск                | 1997 год       | Находится возле Ступы Просветления. Скульптура изображает женщину, обнимающую группу детей, рядом с которыми находятся степные цветы, травы и звери. Этот букет степи охраняет орёл. |
| Скульптура «Вдохновение»            |             | А. Баранмаа, Кызыл                               | 1998 год       | Находится возле Ступы Просветления |
| Скульптура «Гамбит»                 |             | Н. Калинушкин, Пенза                             | 1998 год       | Находится возле Ступы Просветления |
| Скульптура «Корона»                 |             | А. Кныш, Пенза                                   | 1998 год       | Находится возле Ступы Просветления |
| Название не известно                |             |                                                  |                | Находится на тротуаре от Ступы Просветления до Сити-Чесс |
| Скульптура «Конь»                   |             |                                                  |                | Находится возле Пропускного пункта Сити-Чесс |
| Скульптура «Явление Каиссы»         |             | В. Джиния, Рустави, Грузия                       | 1998 год       | Находится на территории Сити-Чесс |
|                                     |             |                                                  |                | Находится на территории Сити-Чесс |
| Скульптура «Солнечные часы»         |             | А. Хачатурян, Пенза; И. Черноглазов, Владимир    | 1998 год       | Находится на территории Сити-Чесс |
|                                     |             |                                                  |                | Находится на территории Сити-Чесс |
| Скульптура «Йорял»                  |             | В. Васькин Васькин Владимир Савельевич           | 1998 год       | Находится на территории Сити-Чесс. Йорял — особый вид калмыцкого фольклорного стихосложения в виде благопожелания |
| Скульптура «Ступени к победе»       |             | М. Монгуш                                        | 1998 год       | Находится на территории Сити-Чесс |
| Скульптура «Метаморфоза пешки»      |             | С. Задорожный, Санкт-Петербург                   | 1998 год       | Находится на территории Сити-Чесс |
| Скульптура «Пришествие пешки»       |             | М. Монгуш                                        | 1998 год       | Находится на территории Сити-Чесс |
| Скульптура «Цейтнот»                |             | Ю. Геневичюс, Вильнюс, Литва                     | 1998 год       | Находится на территории Сити-Чесс |
| Скульптура «Всадник»                |             | М. Хабичев, г. Черкесск                          | 1999 год       | Находится на бульваре на улице Ленина |
| Скульптура «Гаруди-хранитель»       |             | Скульптор Александр Хачатурян                    | 1997 год       | Гаруди или Гаруда — мифическая птица-орёл, символ просвещённого ума. Гаруда имеет человеческое тело и орлиную голову. В своём клюве Гаруда держит побеждённую змею — символ, который символизирует сомнения, гнездящиеся в умах неверующих. Гаруди спасла человечество от смертельного врага — змея и стоит сейчас в дозоре, оберегая безопасность калмыцкого народа. |
| Скульптура «Верблюд — хозяин степи» |             | С. Ботиев                                        | 1996 год       | Верблюд считается у калмыков символом выносливости, мудрости и благополучия. |
| Скульптура «Возрождение»            |             | В. Джикия, Грузия                                | 1997 год       | Скульптура символизирует образ калмыцкого народа, перенёсшего многочисленные испытания. |
| Скульптура «Два мира»               |             | В. Васькин Васькин Владимир Савельевич, Калмыкия | 1997 год       | На спине черепахи, которая плавает в мировом океане, находятся два мира — Восток и Запад. Скульптура находится около городской мэрии. |

## Источник
- Немичев, И. С., Элиста, путеводитель, Элиста, 2011, стр. 12, ISBN 978-5-905562-01-3
- Элиста: Диалог времён. Памятники истории и культуры: Фотоальбом, Элиста, 2004 г., Калмыцкое книжное издательство, 183 стр, ISBN 5-7539-0516-1